# Università di Pau
Université de Pau et des Pays de l'Adour (UPPA) è un'università pubblica francese situata nella città di Pau. Conta su 12.000 studenti.